# Ivád
Ivád je obec v Maďarsku v župě Heves. Rozkládá se na ploše 11,94 km², v roce 2024 zde žilo 337 obyvatel.
První písemná zmínka pochází z roku 1311, kdy je obec zmiňována jako Ivand. V roce 1321 je vesnice nazývána Ivagy-puszta, v roce 1456 Iwagh, později pak Ivágy; vše podle místního rodu Ivágyů. V dokumentu z roku 1748 se poprvé objevuje jejich příjmení ve formě Ivády, od té doby je tak obec známa jako Ivád. I v současnosti je zde toto příjmení, ve variantách Ivády nebo Ivádi, neobvykle časté – nosí ho asi 70 % obyvatel. Rodinnými vztahy místních se ve 30. letech 20. století podrobně zabýval antropolog János Nemeskéri.

## Pamětihodnosti
- pozdně barokní kostel z roku 1803
- kúria Ivádyů (v soukromých rukou)